# Кварнер
Ква́рнер (хорв. Kvarnerski zaljev, итал. Golfo del Quarnero ) — залив в северной части Адриатического моря между полуостровом Истрия и континентальным побережьем Хорватии.
Береговая линия залива Кварнер, как и всей Далмации, характеризуется большой изрезанностью и большим количеством островов. Самые большие острова залива — Црес, Крк, Паг, Раб и Лошинь. Основная часть залива располагается между материком, Цресом и Крком. Небольшая часть залива между островами Црес, Крк, Паг и Раб иногда называется Кварнерич.
Несмотря на большое количество островов Кварнер очень глубок, что позволяет крупнейшему хорватскому порту Риека, находящемуся в крайней северной точке залива, принимать большегрузные корабли, включая танкеры.
Основной порт — Риека. Связь между островами в заливе осуществляется с помощью паромов. Острова Црес и Лошинь, а также Крк и материк соединены мостами.
Развито рыболовство. Побережье Кварнера и острова залива пользуются большой популярностью у туристов.

## Литература

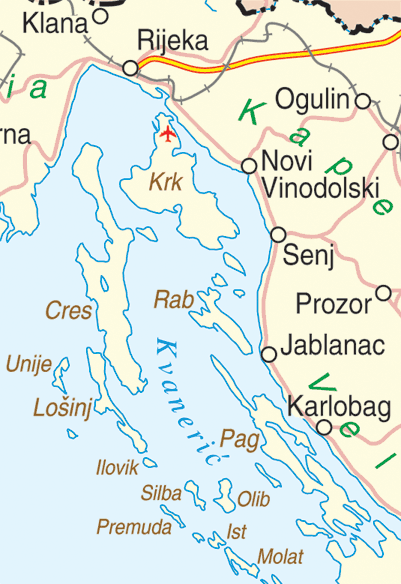
Карта залива Кварнер